# Tuffi ai I Giochi olimpici giovanili estivi
Le gare di tuffi ai I Giochi olimpici giovanili estivi sono state disputate dal 21 al 24 agosto 2010 presso il Toa Payoh Swimming Complex di Singapore.
Sono stati assegnati i titoli olimpici giovanili in due specialità per sesso. I tuffatori cinesi si sono aggiudicati tutte le gare in programma.

## Calendario
| Uomini |                  | Trampolino 3 m |                | Piattaforma 10 m | 2 |
| Donne  | Piattaforma 10 m |                | Trampolino 3 m |                  | 2 |
| Totale | 1                | 1              | 1              | 1                | 4 |

Per ogni gara è stato disputato un turno preliminare (alle ore 10:00 locali) seguito dalla finale (alle ore 20:30 dello stesso giorno).

## Nazioni partecipanti
Il totale degli iscritti è stato di 37, in rappresentanza di 20 nazioni, ognuna delle quali ha potuto schierare un solo atleta per specialità. 
- Armenia (1 M)
- Australia (1 F)
- Brasile (1 M, 1 F)
- Canada (1 M, 1 F)
- Cina (2 M, 2 F)
- Colombia (1 M)
- Corea del Nord (1 M, 1 F)

- Cuba (1 M)
- Francia (1 F)
- Germania (1 M, 1 F)
- Gran Bretagna (1 M, 1 F)
- Italia (1 M, 1 F)
- Malaysia (1 M, 1 F)
- Messico (1 M, 1 F)

- Monaco (1 F)
- Russia (1 M, 1 F)
- Singapore (1 M, 2 F)
- Stati Uniti (1 M, 1 F)
- Ucraina (1 M, 1 F)
- Venezuela (1 M, 1 F)

## Medagliere
| Posizione | Paese          | Oro | Argento | Bronzo | Totale |
| --------- | -------------- | --- | ------- | ------ | ------ |
| 1         | Cina           | 4   | 0       | 0      | 4      |
| 2         | Ucraina        | 0   | 2       | 1      | 3      |
| 3         | Malaysia       | 0   | 2       | 0      | 2      |
| 4         | Corea del Nord | 0   | 0       | 1      | 1      |
| 4         | Messico        | 0   | 0       | 1      | 1      |
| 4         | Stati Uniti    | 0   | 0       | 1      | 1      |
| Totale    | Totale         | 4   | 4       | 4      | 12     |

## Podi

### Ragazzi
| Evento          | Oro    | Perform. | Argento          | Perform. | Bronzo              | Perform. |
| Trampolino 3m   | Qiu Bo | 607.15   | Oleksandr Bondar | 565.35   | Michael Hixon       | 554.65   |
| Piattaforma 10m | Qiu Bo | 673.50   | Oleksandr Bondar | 605.55   | Ivan García Navarro | 515.70   |

### Ragazze
| Evento          | Oro       | Perform. | Argento               | Perform. | Bronzo               | Perform. |
| Trampolino 3m   | Liu Jiyao | 511.35   | Pandelela Rinong Pamg | 444.15   | Viktoriya Potyekhina | 433.55   |
| Piattaforma 10m | Liu Jiyao | 479.60   | Pandelela Rinong Pamg | 454.35   | Sin Ji-Hyang         | 430.20   |